# Josef Mejtský
Josef Mejtský (22. ledna 1856 Praha – 30. ledna 1905 Praha) byl český vydavatel, spisovatel, genealog a padělatel.

## Život
Narodil se v rodině Václava Mejtskýho, pražského policejního komisaře a jeho manželky Karoliny, rozené Mejzlíkové.Nechvalně proslul případy padělání historických listin v šlechtických záležitostech. (Viz např. falešný šlechtický rodopis Nebeských z Vojkovic.) Za své genealogické podvody byl v roce 1903 odsouzen na tři roky těžkého žaláře. V pankrácké věznici roku 1905 zemřel.

### Rodinný život
Josef Mejtský byl ženat s Marií Gabrielou, rozenou Jelínkovou (1857–1904), se kterou měl pět dětí. Manželka zemřela dříve, než Josef Mejtský, dětem bylo v té době mezi 22 a 15 lety.

## Dílo
- Hodnověrnosť a vdechnutí knih staré i nové smlouvy, Praha: B. Grund a V. Svatoň, 1887. 250s.
- Několik myšlének o řešení otázky slovanské, Praha: Knihtiskárna Aloisa R. Lauermanna, 1888. 20s.
- Novokřtěnci čili baptisté a jejich názor o křtu u porovnání s Písmem svatým, Praha: B. Grund a V. Svatoň, 1885. 47s.
- Příspěvky k dějinám šlechty v Čechách, Praha: Josef Mejtský, 1901. 96s.
- Různé myšlénky o Bohu a duši, Praha: B. Grund a V. Svatoň, 1885. 85s.